# Субтропики

Расположение субтропиков на суше (по Борису Алисову)

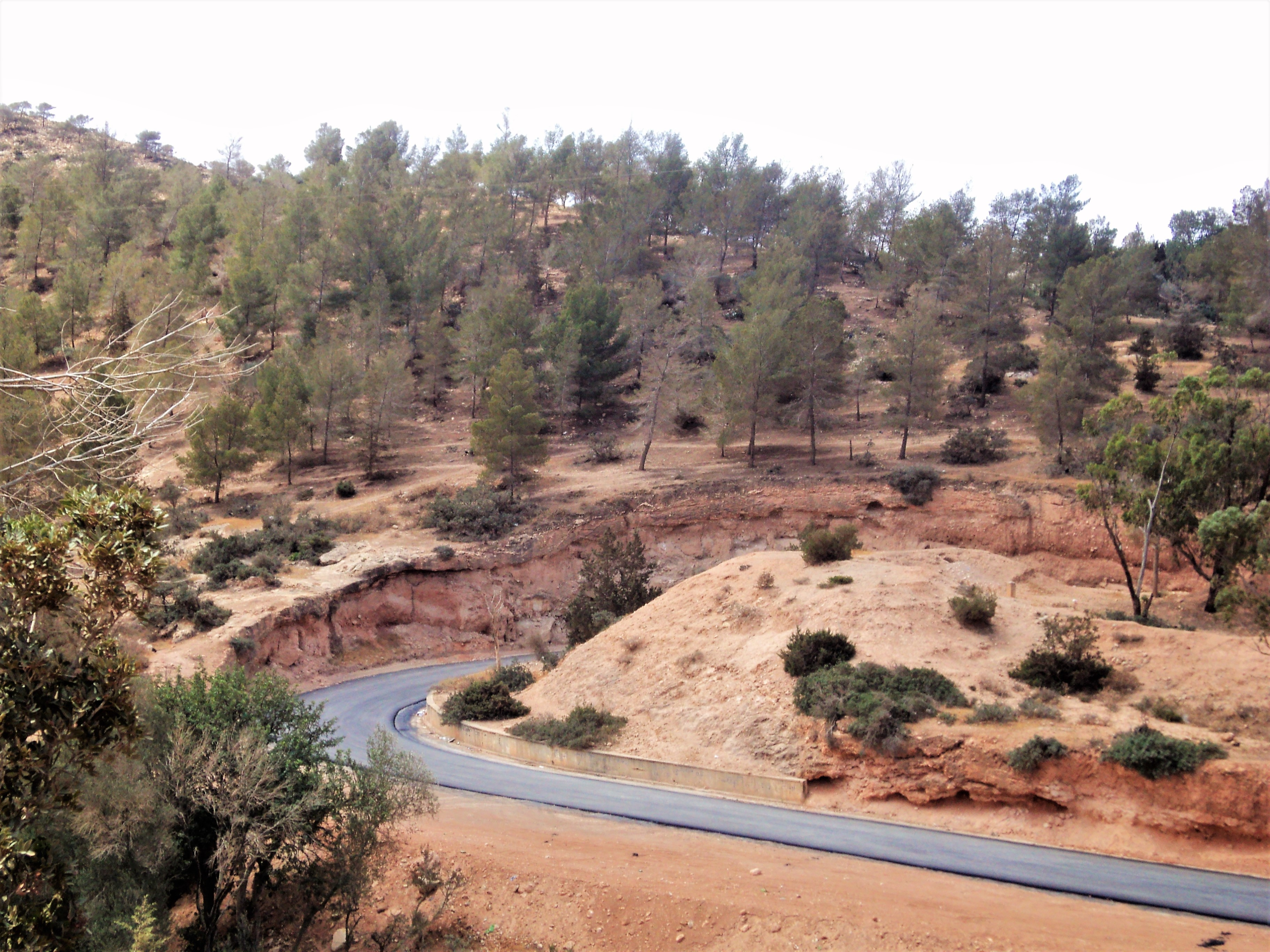
Средиземноморский лес в Ливии

Субтро́пики, или субтропи́ческие пояса́, — природные (географические) пояса и климатические зоны Земли, расположенные в Северном и Южном полушариях между находящимися у экватора тропиками и умеренными широтами, то есть примерно между 30° и 40° северной и южной широты. В этих регионах, как правило, наблюдаются тропическое лето и нетропическая зима. Субтропики часто делят на аридные, влажные и полувлажные. Летом — тропические, зимой — умеренные воздушные массы. Значительные сезонные различия температуры и осадков. Возможны снегопады. В горах субтропического пояса во влажных районах наблюдается лесолуговой, в сухих — лесостепной спектр высотной поясности.
Распространённое определение считает климат субтропическим, если среднегодовая температура составляет более чем 14 градусов Цельсия, а средняя температура наиболее холодного месяца (января или июля, иногда — февраля или августа) превышает 0 градусов, но не превышает 18.

## Режим осадков
Субтропический океанический климат: осадки распределены равномерно на протяжении всего года. 720-2500 мм в год.
Субтропический муссонный климат: самое большое количество осадков выпадает летом (режим выпадения осадков — летний). 600-2500 мм в год.
Субтропический внутриконтинентальный климат: режим выпадения осадков — зимний (максимум зимой и поздней осенью). Характеризуется большими суточными колебаниями температур, в отличие от средиземноморского климата. 250 мм в год.
Средиземноморский климат: режим выпадения осадков — зимний. 300-600 мм в год.

## Температурный режим
Средняя месячная температура летом выше 20 °C, зимой от 4 °C и выше, при вторжениях полярного воздуха возможны заморозки и небольшие, иногда до −10 °C, морозы. В пределах субтропической суши количество осадков и их режим испытывают большие изменения от приокеанических районов к внутриматериковым, что вместе с повышением в том же направлении континентальности климата приводит к значительным различиям в формировании природных зон.

## Подтипы субтропиков
В субтропиках чётко различаются три основных сектора: западный приокеанический, или средиземноморский климат, с зимним увлажнением (несмотря на название — на всех материках кроме Антарктиды); континентальный климат со скудным увлажнением круглый год и восточный приокеанический, или муссонный климат, с обильным летним увлажнением. Кроме того, выделяют субтропический климат с равномерным увлажнением (центр Аргентины, юго-восток Австралии). В западном приокеаническом секторе — полусухие субтропики — представлена зона средиземноморских жестколистных лесов и кустарников на коричневых почвах. В Северном полушарии зоны жестколистных лесов и кустарников сменяются к юго-востоку зонами субтропических степей на серо-коричневых почвах, которые, в свою очередь, переходят на востоке к зонам субтропических полупустынь и пустынь континентального сектора на серо-бурых почвах и серозёмах — сухие субтропики. В Южном полушарии для участков субтропиков в континентальных секторах характерны субтропические степи на серо-коричневых почвах; для участков субтропиков в восточных секторах — влажные субтропики с преобладанием вечнозелёных, в более высоких широтах — летнезелёных широколиственных лесных формаций с участием вечнозелёных видов.

## Субтропики на постсоветском пространстве
В России субтропики представлены фрагментами вдоль северной границы своего распространения, поэтому не являются типичными, носят смешанный субтропически-умеренный характер. Такое северное положение субтропиков в России объясняется близостью тёплого Чёрного моря, смягчающего климат, и высокими отрогами Кавказских гор, заграждающих побережье от холодных арктических масс, наступающих зимой. Средиземноморские полусухие субтропики — полоса Черноморского побережья Кавказа от Новороссийска на севере до Джубги на юге, где горы не выше 700—900 м. После Геленджика количество осадков и влажность воздуха постепенно повышаются вместе с повышением высоты прилегающего Кавказского хребта и переходят во влажные субтропики, занимающие часть Черноморского побережья Кавказа от Сочи до Туапсе.
В Крыму субтропический климат имеет только узкая полоса побережья — Южный берег Крыма, которая простирается от мыса Айя на западе до Алушты на востоке, узкая прибрежная полоса, где высоты не превышают 200—300 м. В зоне сухих и полусухих субтропиков лежат Алупка, Ялта, Алушта.
Влажные субтропики занимают центральную и южную части Черноморского побережья Кавказа и Колхидскую низменность; полувлажные субтропики (с проявлениями сухости летом) — Ленкоранская низменность Азербайджана; сухие субтропики — Алазанская долина Грузии, Кура-Араксинскую низменность Азербайджана в Закавказье и южные окраины пустынь Средней Азии.

## Хозяйственное значение
Субтропики — родина древнейших цивилизаций человечества. Древнейшие цивилизации непрерывно существовали в субтропиках на протяжении последних тысячелетий, поэтому леса в субтропиках сильно сведены; широко развиты плантации и полевые ландшафты. Животный мир характеризуется смешением видов умеренного и тропического поясов. Океан в пределах субтропиков отличается высокой температурой (+15 … +16 °C) и солёностью воды, однако слабое вертикальное перемешивание океанических вод уменьшает содержание в них кислорода и планктона, что определяет незначительное количество промысловых рыб. Типичным примером тому служит бассейн Чёрного моря.